# Gudrun Stock
Gudrun Stock née le 23 mai 1995 à Deggendorf, est une coureuse cycliste allemande.

## Palmarès

### Jeux olympiques
- Rio 2016
  - 9e de la poursuite par équipes

### Championnats du monde
- Cali 2014
  - 8e de la poursuite par équipes
- Saint-Quentin-en-Yvelines 2015
  - 7e de la poursuite par équipes
- Londres 2016
  - 10e de la poursuite par équipes
- Hong Kong 2017
  - 9e de la poursuite individuelle[1]
  - 14e de la poursuite par équipes[2]
- Apeldoorn 2018
  - 5e de la poursuite par équipes[3]
  - 10e de la poursuite individuelle[4]
  - 11e de l'omnium[5]
- Berlin 2020
  -  Médaillée de bronze de la poursuite par équipes

### Coupe du monde
- 2018-2019
  - 2e de la poursuite par équipes à Hong Kong
- 2019-2020
  - 2e de la poursuite par équipes à Minsk
  - 2e de la poursuite par équipes à Glasgow

### Championnats d'Europe
| Édition / Épreuve      | Poursuite par équipes |
| Athènes 2015 (espoirs) | Argent                |
| Anadia 2017 (espoirs)  | Bronze                |
| Glasgow 2018           | Bronze                |
| Apeldoorn 2019         | Argent                |

### Championnats nationaux
- Championne d'Allemagne de poursuite par équipes en 2014, 2017 et 2018
- Championne d'Allemagne de vitesse par équipes en 2015
- Championne d'Allemagne de poursuite en 2017
- Championne d'Allemagne de course aux points en 2019